# Катарина фон Золмс
Катарина фон Золмс (на немски: Katharina von Solms; * ок. 1390; † сл. 2 септември 1415) е графиня от Золмс в Бургзолмс и чрез женитба графиня на Сайн-Витгенщайн и господарка в Хомбург и Фалендар.

## Произход
Тя е дъщеря на граф Йохан IV фон Бургзолмс († 1402) и съпругата му Елизабет фон Золмс († 1386), дъщеря на граф Бернхард I фон Золмс-Браунфелс.

## Фамилия
Катарина фон Золмс се омъжва пр. 27 юли 1386 г. за граф Йохан IV фон Сайн-Витгенщайн (* ок. 1385; † 1436), син на граф Салентин II фон Сайн-Хомбург († 1392) и първата му съпруга Аделхайд фон Витгеншайн († 1357/1362). Те имат децата:
- Йохан († 1412), каноник в Кьолн
- Георг I фон Сайн-Витгенщайн (* пр. 1391; † 7 май 1472), женен на 1 март 1436 г. за графиня Елизабет фон Марк (ок. 1400 – сл. 1474/1479)
- Вернер фон Сайн (* пр. 1424; † 1472 в Парма), каноник в Трир и Кьолн
- Готфрид фон Сайн († 20 август 1461), деан на Кьолн
- Елизабет фон Сайн († сл. 1440), омъжена на 3 ноември 1431 г. за Дитрих фон Линеп-Хелпенщайн († 1446)
- Ирмгард фон Сайн († сл. 14 октомври 1458), омъжена за Хайнрих III фон Виш, сенешал на Цютфен († 10 януари 1448)
- Елизабет фон Сайн († сл. 1428), монахиня в Кьолн.